# Rysslands rymdstridskrafter
Rysslands rymdstridskrafter (Космические войска России, Kosmitjeskije vojska Rossii) är Ryska federationens rymdförsvar 1992-2011. 2011 förenades de med det Ryska flygvapnets luftförsvarstridskrafter till luftförsvars- och rymdstridskrafterna. Det blev en egen försvarsgren igen 2015.

## Galleri

De ryska rymdstridskrafters stora emblem.
De ryska rymdstridskrafters medelstora emblem.
De ryska rymdstridskrafters lilla emblem.
De ryska rymdstridskrafters flagga.